# Aragoiânia
Aragoiânia este un oraș în Goiás (GO), Brazilia. 